# Michelbach (Fichtenberger Rot)
Der Michelbach ist ein auf dem Hauptstrang 4,4 km langer Bach auf der Gemarkung der Gemeinde Fichtenberg im Landkreis Schwäbisch Hall im nordöstlichen Baden-Württemberg, der beim Weiler Mittelrot der Gemeinde von links und Nordwesten in die Fichtenberger Rot mündet. Er entwässert das südöstliche Ende des Mainhardter Waldes dicht am Südwestfuß des Kirgelkammes entlang zum untersten Lauf dieses Kocherzuflusses. Seine zwei Oberläufe sind der Erlenbach und der Schembach.

## Geographie

### Linker Oberlauf Erlenbach
Der Erlenbach entsteht auf etwa 465 m ü. NHN in einem kleinen südlichen Waldzipfel des Haftelwaldes zwischen dem Fichtenberger Weiler Erlenhof und dessen Wohnplatz Erlenbach. Hier entspringt er dem Haftelbrunnen und tritt schon einen Steinwurf weiter zu Füßen des Wohnplatzes aus dem Wald. Der Bach fließt nun beständig in einer Wiesenmulde nach Südosten und ist dabei stets von einer Galerie begleitet. Nach dem Durchlaufen eines kleinen Weihers zu Füßen des Weilers Gehrhof auf dem rechten oberen Hang verengt sich die Flur zwischen den sich herunterziehenden Hängen des Gehrns links und des Ebersbergs rechts für über einen Kilometer des Laufs zu einem schmalen Wiesenstreifen. Dann öffnet sich das Tal auf der rechten Seite zu einer weiten, flachhügeligen Flur und der Bach passiert den Weiler Michelbächle dicht an dessen Nordostseite. Weniger als einen halben Kilometer weiter vereint sich der Erlenbach mit dem von Westen kommenden Schembach beim Wohnplatz Kleehaus zum Michelbach. Der Erlenbach übertrifft den Schembach in Länge wie Einzugsgebiet deutlich und ist mithin hydrologisch gesehen der Oberlauf des Michelbachs.

### Rechter Oberlauf Schembach
Der Schembach entsteht am Rand der kleinen offenen Hochebene südöstlich des Erlenhofs im eben beginnenden Hangwald. Hier laufen in kleinen Steilklingen zwei weniger als dreihundert Meter lange Quellbäche, der Ursprung des obersten liegt etwa auf 460 m ü. NHN, wenig über dem Hangfuß zum Schembach zusammen. Dieser tritt nach weiteren drei- bis vierhundert Metern flacheren Südostlaufs aus dem Wald und wendet sich in der Wiesenflur gehölzbegleitet nach Osten. Nach rund einem Kilometer Wiesenlaufs knickt er am Südwestrand Michelbächles nach Südosten und läuft nach etwa 300 Metern in sehr spitzem Winkel mit dem von Nordwesten kommenden Erlenbach zum Michelbach zusammen. Die offene Flur des Schembachtals ist ab dem Waldaustritt des Bachs deutlich breiter als beim Erlenbach.

### Unterlauf Michelbach
Der wenig unter 350 m ü. NHN entstandene Michelbach fließt zunächst südöstlich weiter und läuft dabei unter dem Damm der Bahnstrecke Waiblingen–Schwäbisch Hall-Hessental durch, etwa einen halben Kilometer vor dem Portal des Kappelesbergtunnels, der unter dem Kappelesberg durchführt, eine gegenüber dem Talgrund hier schon über 90 Meter hohe Erhebung im diesen links begleitenden Kirgelkamm. Danach kehrt sich der Bach bald auf Südkurs und unterquert am Rande der hier ausgesprochen weiten Rot-Aue wenig östlich des Weilers Mittelrot die hier aus Gaildorf kommende und durchs untere Rottal führende L 1066. In den flachen Kreuzwiesen, jeweils etwa einen Viertelkilometer nach und vor langen Altarmresten des kleinen Flusses, mündet der Michelbach in zuallerletzt wieder südöstlicher Richtung auf etwa 333 m ü. NHN von links in die unterste Fichtenberger Rot.
Der zusammen mit dem Erlenbach 4,4 km lange Michelbach mündet etwa 132 Höhenmeter unter dem Haftelbrunnen und hat damit ein mittleres Sohlgefälle von etwa 30 ‰.

### Einzugsgebiet
Der Michelbach hat ein Einzugsgebiet von 4,8 km² Größe, das naturräumlich gesehen in den Schwäbisch-Fränkischen Waldberge liegt, mit den höheren Partien im Unterraum Mainhardter Wald, mit den tieferen und mündungsnäheren im Unterraum Gaildorfer Becken. Es erstreckt sich von seinem nördlichsten und mit etwa 494 m ü. NHN höchsten Punkt im flachen nordwestlichen Haftelwald etwa vier Kilometer weit nach Südosten bis zur Mündung. Quer dazu ist es maximal eindreiviertel Kilometer breit. Seine morphologisch auffälligste Wasserscheide liegt an der Nordostseite auf dem ab etwa dem Weiher im Verlauf des Erlenbachs sehr schmalen Kirgelkamm. Die jenseitigen Konkurrenten sind die linken Zuflüsse zum Kocher vom Kammersbach bis hinauf zum Häusersbach. Vom Kirgel selbst zieht die Scheide auf der Falllinie hinunter zur Mündung und steigt dann auf der anderen Flanke des Einzugsgebiets westnordwestlich über den Stummelberg hoch in die Viehberg-Ebene; diese ganze südliche Grenze trennt vom unmittelbaren Einzugsgebiet der Fichtenberger Rot selbst, die hier neben dem Michelbach nur unbedeutende Zuflüsse von Norden hat. Vom Viehberg aus zieht die Scheide dann gewunden über eine meist recht breite Hochfläche nach Norden, durch den Erlenhof und zurück in den nordwestlichen Haftelwald. In südlichem Lauf entwässert westlich von diesem Abschnitt der Diebach weiter flussaufwärts ebenfalls in die Fichtenberger Rot.
Ziemlich genau die Hälfte des Einzugsgebietes ist Wald, wovon wiederum wenig über die Hälfte an der nördlichen und nordöstlichen Wasserscheide im flachen Haftelwald und am diesseitigen Hang des Kirgelkamms steht. Der übrige Wald wächst überwiegend auf dem langsamer zum Schembachtal abfallenden Terrain. Im Offenland liegen nur selten Äcker, am meisten noch auf der leicht gewölbten Hochebene südlich des Gehrhofs und dem flachen Flurdreieck der Viehberg-Ebene.
Vom Einzugsgebiet gehört knapp ein Viertel eines Quadratkilometers zur Stadt Gaildorf, es sind unbesiedelte Waldstücke im Haftelwald oder diesseitige Vorsprünge des Stadtgrenze vom Kirgelkamm herunter teils bis an die untere Waldkante. Das übrige Gebiet und insbesondere sämtliche bei den Zuflüssen und Stillgewässern genannten Weiler und Wohnplätze sowie der laufferne kleine Siedlungsplatz Heumade am unteren Kirgelhang gehören zu Fichtenberg; von diesen liegt Erlenhof zum überwiegenden Teil, Mittelrot nur mit einem kleinen Ostschnipsel im Einzugsgebiet.

### Zuflüsse und Seen
Hierarchische Liste der Zuflüsse und  Seen von der Quelle zur Mündung. Gewässerlänge, Seefläche, Einzugsgebiet und Höhe nach den entsprechenden Layern auf der Onlinekarte der LUBW. Andere Quellen für die Angaben sind vermerkt.
Zusammenfluss des Michelbachs aus linkem Hauptquellast Erlenbach und rechtem Quellast Schembach auf etwa 349 m ü. NHN beim Wohnplatz Kleehaus von Fichtenberg. (⊙) Bald nach dem Zusammenfluss unterquert der Bach die Bahnstrecke Waiblingen–Schwäbisch Hall-Hessental kurz vor ihrem Eintritt in den Kappelesbergtunnel und läuft danach südlich.
- Erlenbach, linker Quellast (Hauptstrang), 3,0 km und ca. 2,0 km². Entspringt auf etwa 465 m ü. NHN dem Haftelbrunnen in einer Südspitze des Haftelwaldes zwischen dem Wasserreservoir am Nordrand von Erlenhof im Westen und dem Wohnplatz Erlenbach östlich jenseits des Waldzipfels. (⊙) Der Bach läuft südöstlich.
  -  Durchfließt einen Weiher etwas nördlich des Gehrhofs auf etwa 405 m ü. NHN[LUBW 1], 0,2 ha.
- Schembach, rechter Quellbach, 2,2 km. und ca. 1,4 km². Entsteht auf etwa 460 m ü. NHN wenig südlich der Salzlache schon im Wald.

Mündung des Michelbachs auf etwa 333 m ü. NHN östlich von Mittelrot in den Kreuzwiesen von links und zuletzt wieder Nordwesten in die Fichtenberger Rot. Der Bach ist hier auf dem Hauptstrang ab dem Haftelbrunnen 4,4 km, auf dem Namensabschnitt ab dem Zusammenfluss der Quellbäche 1,4 km lang und hat ein Einzugsgebiet von 4,8 km².

## Geologie
Das Einzugsgebiet des Michelbachs liegt im Mittelkeuper, sein Lauf beginnt und endet im Gipskeuper (Grabfeld-Formation). Für die flächenhaften Hochlagen im Westen des Einzugsgebietes zwischen Haftelwald im Norden und der Vielberg-Ebene im Süden ist der Kieselsandstein (Hassberge-Formation) stufenbildend; am Kirgelkamm an der Seite nach Nordosten werden meist allenfalls nur die Unteren Bunten Mergel (Steigerwald-Formation) erreicht.
In einer ehemaligen Grube am unteren Sporn des Stummelbergs südlich von Michelbächle wurden Mergelsteine der Grauen Estherienschichten des oberen Gipskeupers abgebaut. Den Sporn aufwärts nach Westen folgen eine dünne Schicht Schilfsandstein (Stuttgart-Formation) in Normalfacies und darüber bald die Unteren Bunten Mergel (Steigerwald-Formation).

## Natur und Umwelt
Fast das ganze Einzugsgebiet gehört dem Naturpark Schwäbisch-Fränkischer Wald an. Die offenen Anteile der Bachtäler, außerhalb der Orte darin, sind Teil des Landschaftsschutzgebietes Rottal zwischen Fichtenberg und Gaildorf mit Seitentälern und angrenzenden Talhängen – nicht jedoch die Landwirtschaftsflur im Westen auf der Hochebene zwischen Erlenhof im Norden und der isolierten Viehberg-Ebene im Südwesten. Zum kleineren Teil ragt eine als Naturdenkmal geschützte Heide auf dem oberen Stummelberg – der Sporn zwischen Schembach und Rot – ins Einzugsgebiet, die anderen beiden Naturdenkmäler sind eine Hecke am Südrand bei Heumaden sowie eine Linde am Kleehaus. Unter Biotopschutz stehen eine Reihe von Feuchtbiotopen wie naturnahe Bachabschnitte, Naßwiesen, Seggenriedflächen, die Quellklingen des Schembach. Daneben gibt es auch etliche Feldgehölze und ein paar Hohlwege sowie den Magerrasen der eben schon genannten Heide.

### LUBW
Amtliche Online-Gewässerkarte mit passendem Ausschnitt und den hier benutzten Layern: Lauf und Einzugsgebiet des Michelbachs

Allgemeiner Einstieg ohne Voreinstellungen und Layer: Daten- und Kartendienst der Landesanstalt für Umwelt Baden-Württemberg (LUBW) (Hinweise)
1. 1 2 3 4 5 6 7  Höhe nach dem Höhenlinienbild auf dem Hintergrundlayer Topographische Karte.
2. 1 2 3 4  Länge nach dem Layer Gewässernetz (AWGN).
3. 1 2  Einzugsgebiet nach dem Layer Basiseinzugsgebiet (AWGN).
4. ↑  Seefläche nach dem Layer Stehende Gewässer.
5. ↑  Einzugsgebiet abgemessen auf dem Hintergrundlayer Topographische Karte.
6. ↑  Naturbeschreibung teils nach dem Layer Biotop, Schutzgebiete nach den einschlägigen Layern.

### Andere Belege
1. ↑  Modellierte Werte nach Abfluss-BW Gewässerknoten MQ/MNQ
2. ↑  Wolf-Dieter Sick: Geographische Landesaufnahme: Die naturräumlichen Einheiten auf Blatt 162 Rothenburg o. d. Tauber. Bundesanstalt für Landeskunde, Bad Godesberg 1962. → Online-Karte (PDF; 4,7 MB)
3. ↑  Hansjörg Dongus: Geographische Landesaufnahme: Die naturräumlichen Einheiten auf Blatt 171 Göppingen. Bundesanstalt für Landeskunde, Bad Godesberg 1961. → Online-Karte (PDF; 4,3 MB)
4. ↑  Geologie nach der unter → Literatur aufgeführten geologischen Karte. Einen gröberen Überblick verschafft auch: Mapserver des Landesamtes für Geologie, Rohstoffe und Bergbau (LGRB) (Hinweise)
5. ↑  Geotopsteckbrief der ehemaligen Mergelgrube an der Stummelberg-Spornspitze und ihrer Umgebung.